# Cygańska Turnia
Cygańska Turnia – skała w lewych zboczach Doliny Brzoskwinki w miejscowości Chrosna w województwie małopolskim, w powiecie krakowskim, w gminie Liszki. Pod względem geograficznym znajduje się na Garbie Tenczyńskim (część Wyżyny Krakowsko-Częstochowskiej) w obrębie Tenczyńskiego Parku Krajobrazowego.
Cygańska Turnia to wysoka skała tuż po prawej stronie charakterystycznej Dzikiej Baszty. Obydwie znajdują się wśród drzew u podnóża zbocza na terenie prywatnym, w niewielkiej odległości od domu. Wspinaczka na nich wymaga zgody właściciela. Cygańska Turnia ma wysokość  10-25 m, przez wspinaczy opisywana jest jako Cygańska Turnia I, Cygańska Turnia II, Cygańska Turnia III i Cygańska Turnia IV. Ma pionowe lub przewieszone ściany z filarami, kominami i zacięciami.  Są na niej 33 drogi wspinaczkowe o trudności od III+ do VI.6+ w skali Kurtyki. Mają zamontowane punkty asekuracyjne: 3–11 ringów (r) i stanowiska zjazdowe (st) lub ringi zjazdowe (rz).

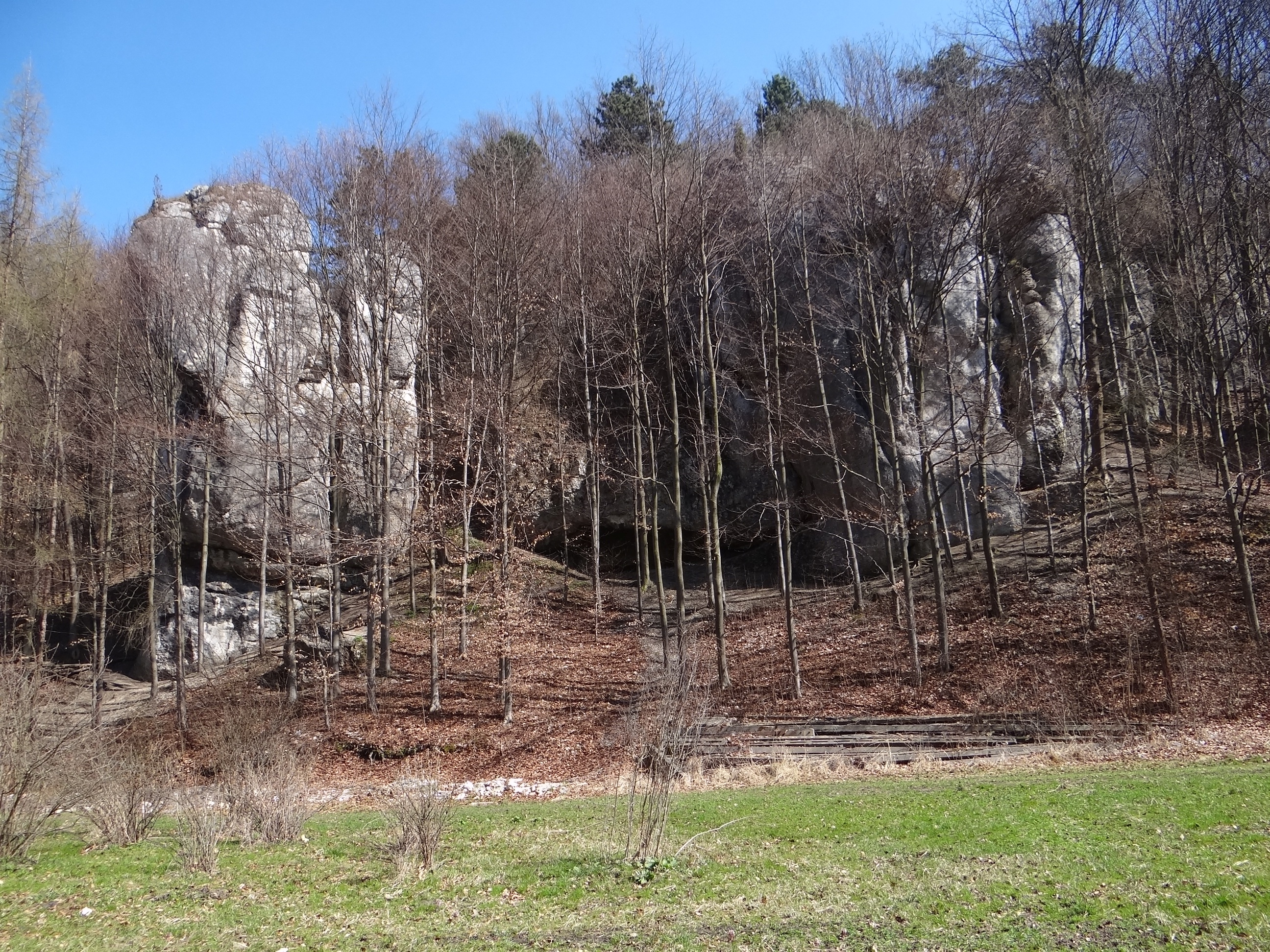
Dzika Baszta i Cygańska Turnia
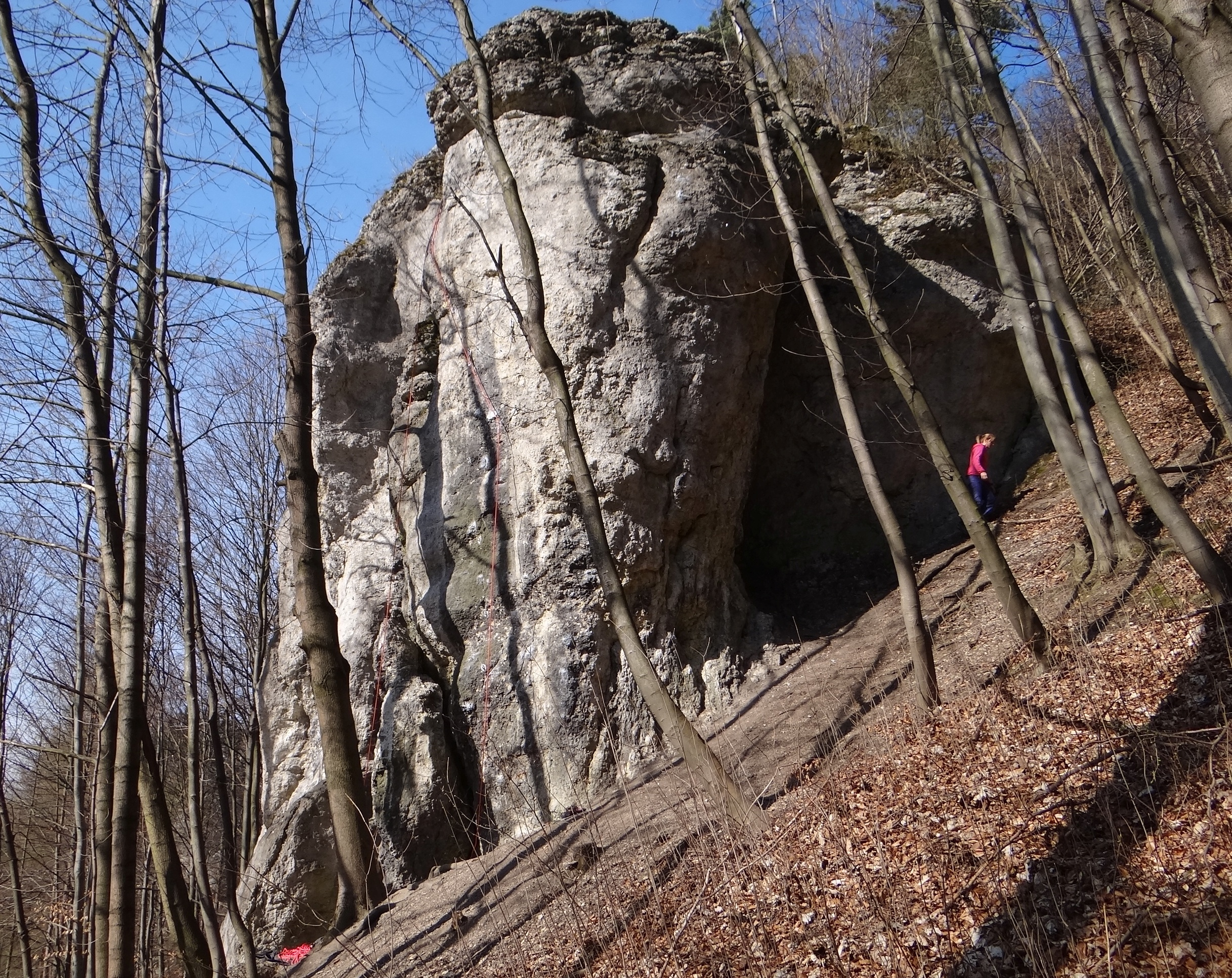
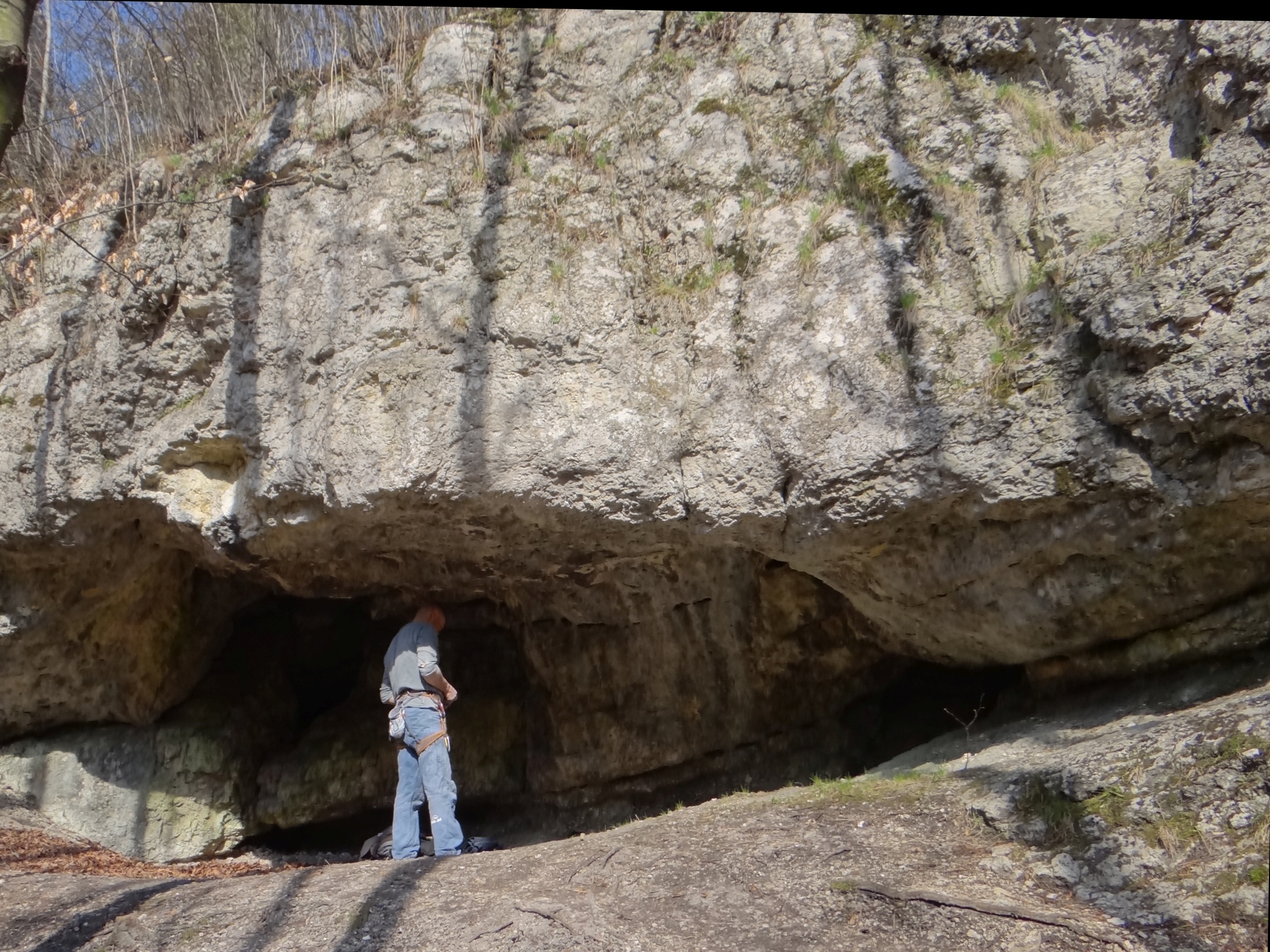
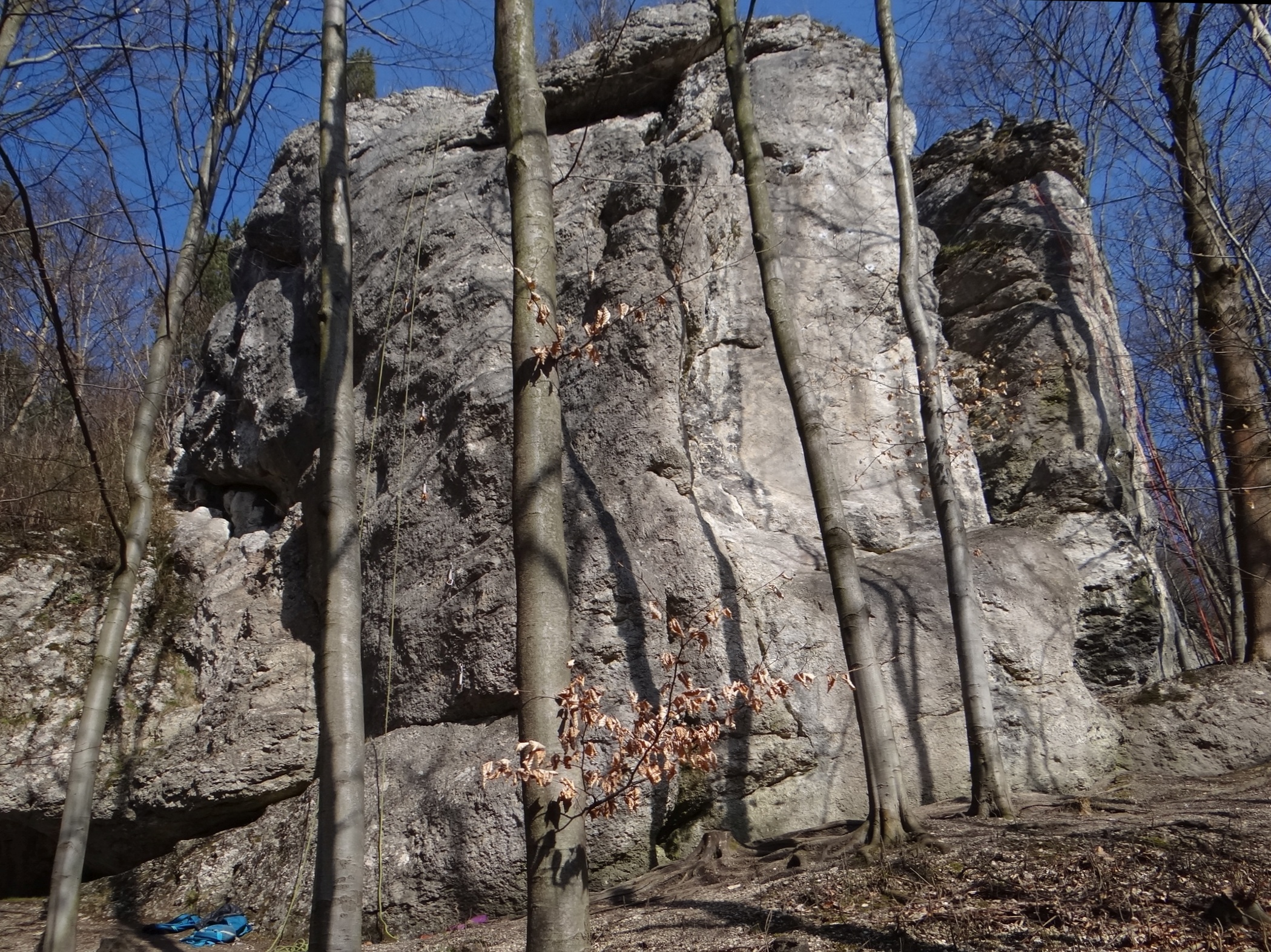
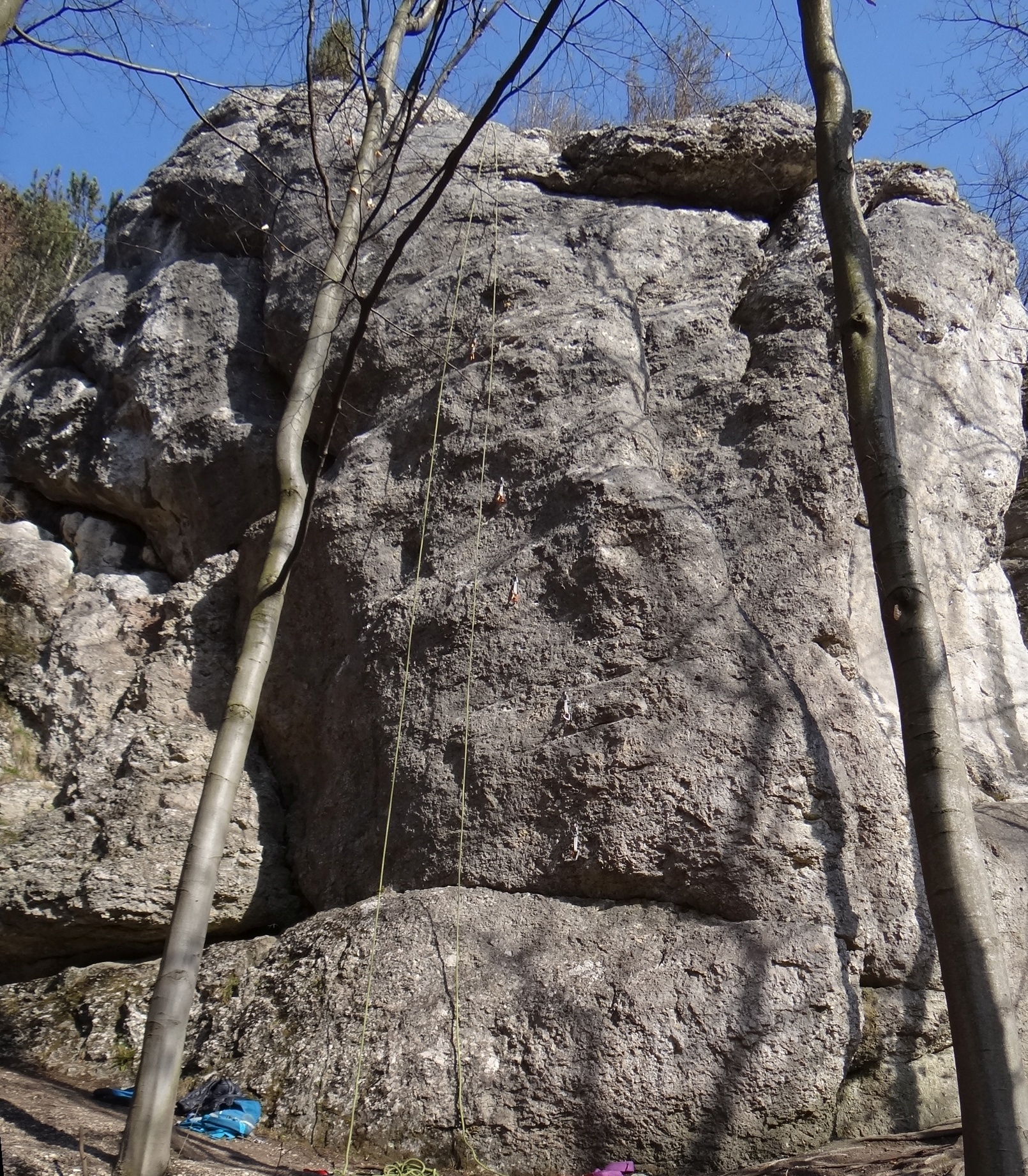
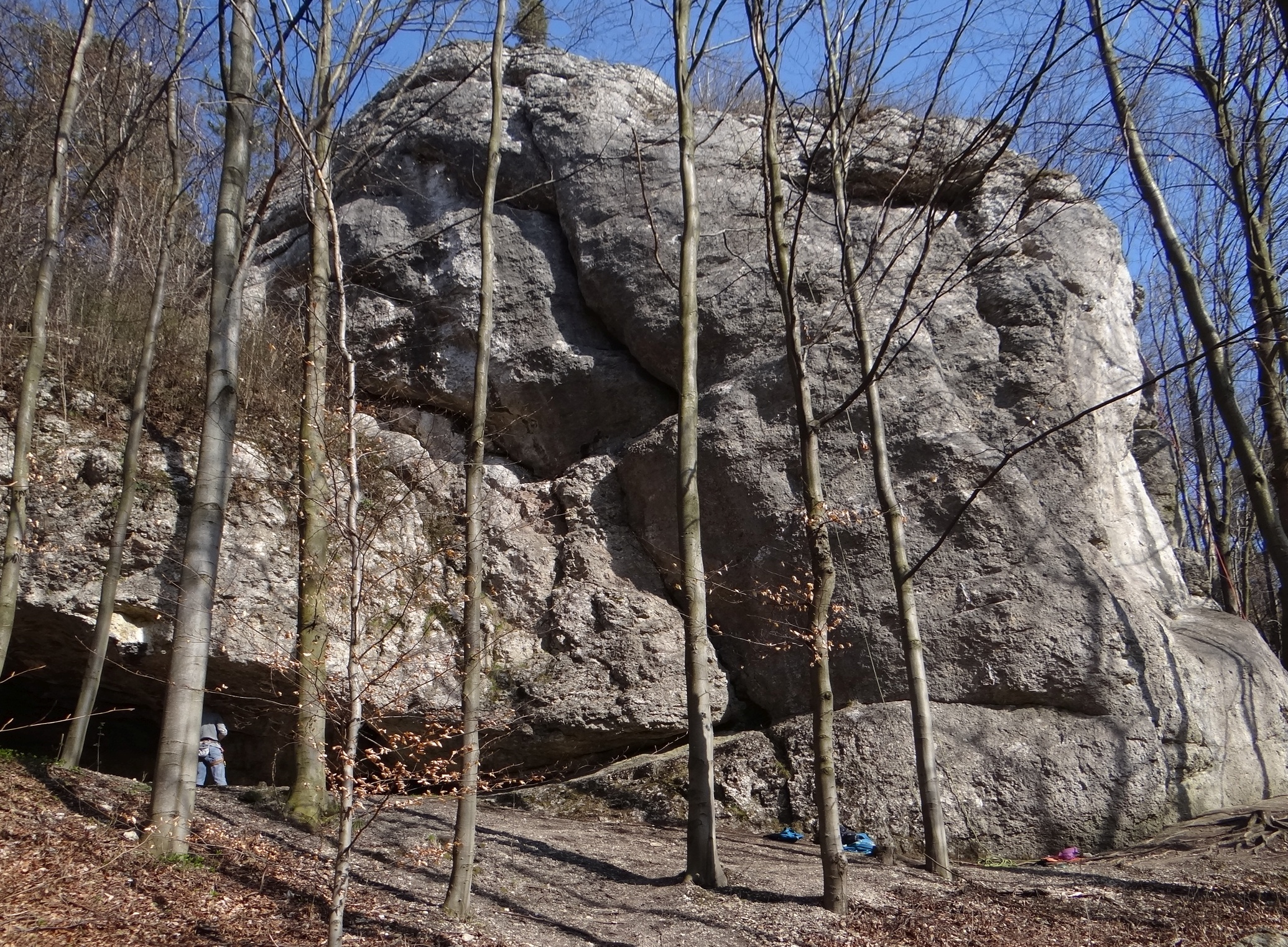

Cygańska Turnia I
1. Komin Melquiadesa; 9r + st, V+, 22 m
2. Droga do Macondo; 6r, III, 25 m
3. Cygański zajeb; 9r + st, VI.2, 22 m
4. Hipochondria; 10r + st, VI.5+/6, 22 m
5. Obłuda; 8r + st 	VI.3, 22 m
6. Hipokryzja; 9r + st, VI.4+, 22 m
7. Cyganeria; 11r + st, VI.5+, 22 m
8. Kuracja doktora Granata; 10r + st, 22 m
9. Cyganka prawdę ci powie; 8r + st, 22 m
10. Na dwoje babka wróżyła; 9r + st, 23 m
11. Operacja Antropoid; 7r + st, VI.6, 21 m
12. Baron cygański; 7r + st, VI.4, 21 m
13. La Boheme; 8r + st, VI.5+, 21 m
14. Bohemian Rhapsody; 8r + st, 21 m

Cygańska Turnia II
1. Jacek Cygan; 6r + st, VI, 15 m
2. Gitan; 6r + st, VI.2, 15 m
3. Zacięcie przy goleniu uda; 7r + st, 15 m
4. Sporty popularne i Giewonty z gwintem; 7r + st, 15 m
5. Sir lans a lot; 8r + st, VI.4+, 15 m
6. Gucci; 6r + st, VI.6, 16 m
7. Imperatyw kategoryczny; 6r + st, 16 m
8. Komin XX wieku; 6r + st, V, 16 m
9. Komin XXI wieku; 7r + st, V+, 16 m
10. Trybuna brudu; 7r + st, VI.6+, 15 m
11. Impeachment; 7r + st, VI.4+, 15 m
12. Parch narodowy; 6r + st, 15 m

Cygańska Turnia III
1. Inny świat; 5r + st, VI.3, 14 m
2. Crux; 6r + st, VI.5, 14 m
3. Spartaczkus; 5r + rz, VI.3 	0.00 	B. Rokosz 	2010 	12 ma)
4. Powstanie Spartaczkusa; 5r + rz, 12 m

Cygańska Turnia IV
1. Access granted; 4r + st, VI.1+, 10 m
2. Karzeł reakcji; 3r + rz, VI.3+, 9 m
3. Aksjon Krzywekt; 4r + st, 10 m[3].

W Cygańskiej Turni znajduje się Wielki Okap – wysunięty na około 5 m i długości ponad 20 m okap, znajdujące się pod nim schronisko  i ciągnący się od niego do wnętrza skały korytarzyk